# Rivière Salmon (Portland Canal)
Pour les articles homonymes, voir Rivière Salmon et Salmon.

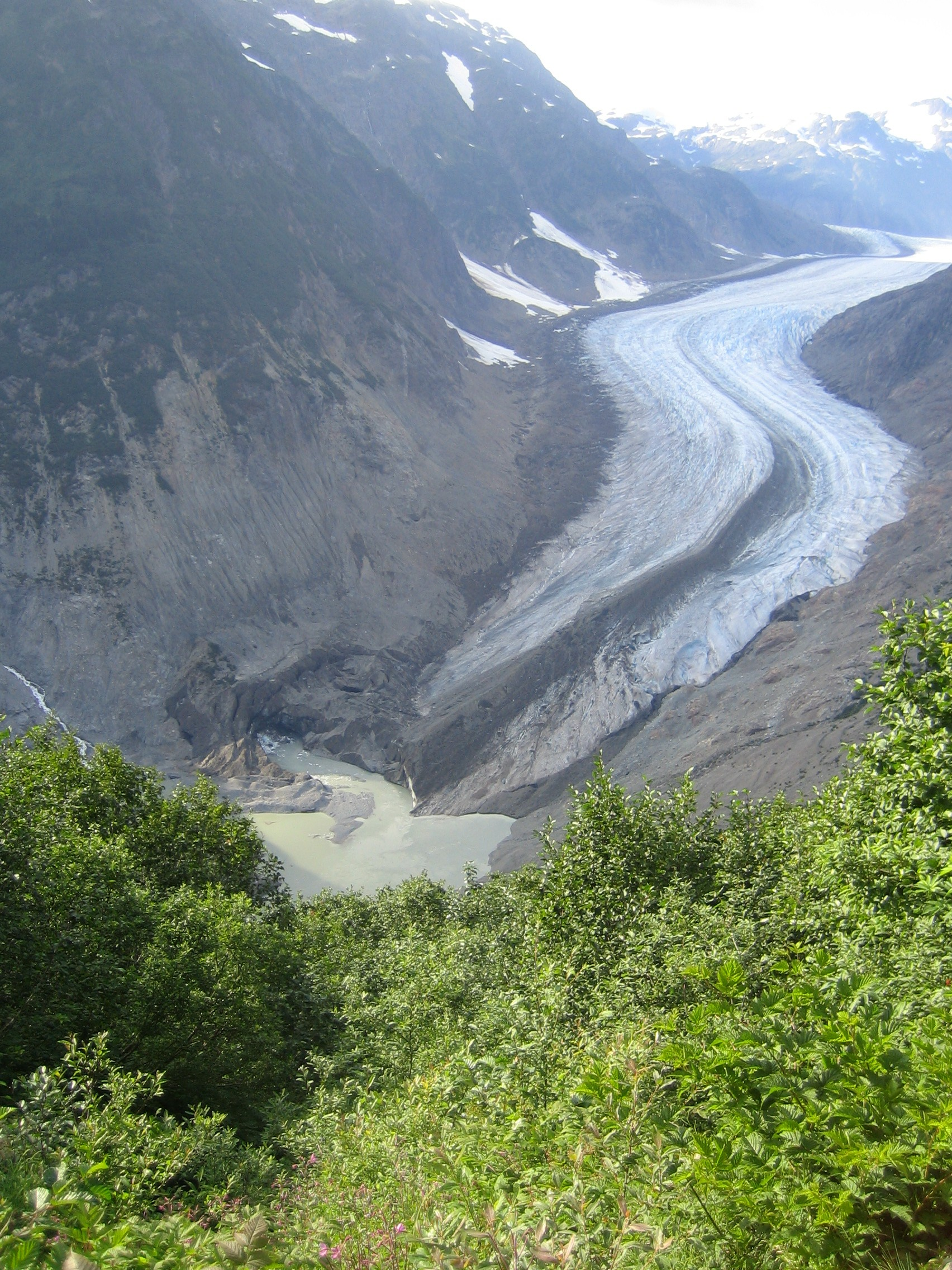
La rivière Salmon à l'issue du glacier

La rivière Salmon est une rivière de l'Alaska aux États-Unis et de la Colombie-Britannique au Canada.
Elle coule depuis Hyder dans la Région de recensement de Prince of Wales - Outer Ketchikan en Alaska et se jette dans le canal Portland, sur la côte de la Colombie-Britannique. Elle est alimentée par le glacier Salmon, situé au nord de Stewart. Elle croise la frontière entre le Canada et les États-Unis  à 56° 02′ 00″ N, 130° 02′ 00″ O.